# NGC 3383
NGC 3383 ist eine Balken-Spiralgalaxie vom Hubble-Typ SBbc im Sternbild Wasserschlange. Sie ist schätzungsweise 154 Millionen Lichtjahre von der Milchstraße entfernt.
Das Objekt wurde am 20. März 1835 von John Herschel entdeckt.